# Assassin’s Creed IV: Black Flag
Assassin’s Creed IV: Black Flag (рус. Кредо ассасина 4: Чёрный флаг, в русской локализации Assassin’s Creed IV: Чёрный флаг) — компьютерная игра в жанре action-adventure, разработанная компанией Ubisoft Montreal и изданная Ubisoft. Является шестой основной игрой в серии Assassin’s Creed. Выход игры состоялся 29 октября 2013 года в версиях для PlayStation 3, Xbox 360, Wii U. Выход версии для Windows состоялся 21 ноября 2013 года. На Playstation 4 и Xbox One 15 ноября 2013 года и 22 ноября 2013 года соответственно. Версия для Nintendo Switch вышла 6 декабря 2019 года.
Игра является продолжением Assassin’s Creed III, где главным героем является аналитик Абстерго, изучающий генетическую память Дезмонда Майлса. В историческом периоде протагонистом является Эдвард Кенуэй (англ. Edward Kenway), отец Хэйтема Кенуэя и дед Коннора из Assassin’s Creed III; действие новой игры разворачивается в Золотую Эпоху Пиратства, в Карибском море на нескольких островах, в том числе Ямайке, Кубе и Багамах.

## Игровой процесс
4 марта 2013 года в Интернете появилась первая подробная информация об игре, представленная Ubisoft на закрытой презентации, прошедшей 27 февраля. Стало известно, что в новой части будет представлен полностью открытый мир, состоящий из 50 ключевых локаций, включающих в себя крупные города, мелкие поселения, руины Майя, сахарные плантации, джунгли, бухты, порты и пещеры. Игра делает большой упор на морские сражения, также в ней появились различные классы кораблей. Игрокам доступен собственный корабль под названием Галка, который можно подвергать модификации, устанавливая на него разнообразные улучшения.

## Сюжет
В современном мире, образцы ДНК, взятые из тела Дезмонда Майлза после его смерти, позволили Абстерго Индастриз продолжить исследовать его генетические воспоминания, используя вновь обретённые способности облачных вычислений Анимуса. Безымянный персонаж игрока был нанят Абстерго Энтертейнмент из штаб-квартиры в Монреале, чтобы проанализировать воспоминания об Эдварде Кенуэе, пирате восемнадцатого века, отца Хэйтема Кенуэя и деда Коннора. Это проводится как сбор материала для интерактивного художественного фильма на основе Анимуса. На самом деле Абстерго, тамплиеры современности, ищут устройство Первой Цивилизации, известное как Обсерватория, и используют воспоминания Эдварда, чтобы найти её.
В Золотой век пиратства, Эдвард Кенуэй, участвует в заговоре между высокопоставленными тамплиерами в Британской и Испанской империях, которые, прикрываясь антипиратскими действиями в Карибском море, хотят найти Мудреца — позже оказавшегося Бартоломью Робертсом, который является единственным, кто может привести их к Обсерватории, устройству Первой Цивилизации, которое может следить за любым человеком в любой точке мира, когда ему предоставляют образец крови. Тамплиеры намерены использовать Обсерваторию для шпионажа и шантажа мировых лидеров. Эдвард становится невольным участником событий, когда он убивает ассасина-предателя Дункана Уолпола. Видя возможность получить прибыль, Эдвард занимает место Уолпола на встрече тамплиеров в Гаване, где он встречается с Вудсом Роджерсом, а также с губернатором Кубы и магистром тамплиеров Лауреано Торресом. Его безрассудство ставит под угрозу весь Орден Ассасинов. Эдвард же вынужден преследовать Мудреца и заговорщиков с полуострова Юкатан до Ямайки. В конечном итоге, Эдвард настигает Робертса на острове Принсипи у африканского побережья.
Тем временем знаменитые пираты Карибского моря Эдвард «Чёрная Борода» Тэтч, Бенджамин Хорниголд, Мэри Рид (под псевдонимом «Джеймс Кидд») и Чарльз Вейн мечтают о пиратской утопии, где человек волен жить вне власти королей и правителей. С помощью Эдварда они захватывают Нассау и создают пиратскую республику. Тем не менее, неумелое управление государством, отсутствие экономики и вспышка болезней приводят к тому, что Либерталия близится к краху. Эдвард тщетно пытается разрешить конфликт, чтобы помешать тамплиерам использовать эту ситуацию в своих целях.
В конце концов, Эдвард и Робертс раскрывают местонахождение Обсерватории и получают артефакт, приводящий его в действие, но Робертс в последний момент предаёт Эдварда. После непродолжительного пребывания в тюрьме за преступления, связанные с пиратством, Эдвард устраивает побег с помощью А-Табая, ассасина-наставника, и решает присоединиться к их Ордену. Преследуя и убивая Робертса и заговорщиков-тамплиеров, Эдвард находит артефакт и возвращает его в Обсерваторию, запечатывая навсегда. От А-Табая Эдвард получает письмо, информирующее его о кончине жены и скором прибытии его до настоящего времени неизвестной дочери Дженнифер. Эдвард возвращается в Англию, обещая А-Табаю, что продолжит борьбу с тамплиерами на родине. Несколько лет спустя, Эдвард, Дженнифер Скотт (которая взяла фамилию матери в память о ней) и младший сын Эдварда Хэйтем посещают спектакль в английском театре.
В настоящем времени, с игроком связывается Джон, менеджер по информационным технологиям Абстерго Энтертеймент. Джон убеждает игрока в том, что их работодатели знают больше, чем говорят, и призывает его расследовать это более подробно. Он убеждает игрока взломать несколько терминалов Анимуса и камеры безопасности, и затем заставляет его доставить информацию Шону Гастингсу и Ребекке Крэйн, которые работают под прикрытием, чтобы проникнуть в Абстерго. Когда объект был заблокирован после обнаружения взломов, Джон организует игроку доступ к ядру Анимуса, после чего Юнона материализуется в бестелесную форму. Она говорит, что хоть и ей было необходимо открыть её храм, чтобы предотвратить катастрофу, мир не был готов к ней, и она не может повлиять на исход событий или вселиться в персонажа игрока, как и предполагали её агенты. Джон оказывается реинкарнацией Мудреца и пытается убить игрока, чтобы скрыть неудавшуюся попытку воскрешения Юноны, но погибает в бою со службой безопасности Абстерго. Позже выясняется, что он ответственен за все взломы. В теле Робертса, Мудрец признаётся Кенуэю, что он не обязан быть верным ассасинам или тамплиерам, и вместо этого использует того, кто предоставляет лучший шанс для достижения его целей. После смерти Мудреца, ассасины связываются с игроком, говоря о том что они будут продолжать проникать в Абстерго.

## Разработка и выпуск
Созданием игры занималась другая группа разработчиков внутри Ubisoft Montreal, не участвовавшая в разработке Assassin’s Creed III; как объяснял глава компании Ив Гильмо, благодаря тому, что одновременно над разными частями серии работают разные команды, у каждой есть несколько лет на воплощение своей версии Assassin’s Creed.
Проект вышел под лозунгом: «Новая эра. Новый ассасин. Новые правила».
По заявлениям Ива Гильмо, игра Assassin’s Creed IV: Black Flag за 2013 финансовый год была продана количеством в 11 миллионов копий.
7 февраля 2013 года исполнительный директор Ubisoft Ив Гильмо, подводя итоги 2012—2013 финансового года, заявил, что новая часть игры из серии Assassin’s Creed, в которой будут представлены новый главный герой и временной период, выйдет в 2014 финансовом году.
28 февраля 2013 года, после утечки информации, Ubisoft формально анонсировала новую часть серии.
4 марта 2013 года состоялась премьера дебютного трейлера игры, однако ещё 2 марта видео попало в Сеть. Также были обнародованы первые подробности игры.
Было так же подтверждено, что разработка игры началась в сентябре 2011 года
23 марта 2013 года, на PAX East 2013, на закрытом показе, было представлено видео демонстрирующее геймплей игры. Позже это видео стало доступно и широкой публике.
25 марта 2013 года Ubisoft анонсировала состав коллекционных изданий игры.
15 мая 2013 года Ubisoft представила второй геймплейный трейлер.
11—13 июня 2013 года на выставке E3 Ubisoft представила новые видео демонстрирующие однопользовательский и многопользовательский режимы.

## Варианты издания
| Игра                                        | Да  | Да  | Да  | Да  | Да  | Да  |
| Коллекционная коробка                       | Нет | Нет | Нет | Да  | Да  | Нет |
| Эксклюзивный стилбук                        | Нет | Нет | Нет | Нет | Да  | Нет |
| Большой коллекционный металлический кейс    | Нет | Нет | Да  | Нет | Нет | Нет |
| Высококачественная диорама капитана Эдварда | Нет | Нет | Нет | Нет | Да  | Нет |
| Фигурка Эдварда Кенуэя                      | Нет | Нет | Нет | Да  | Нет | Нет |
| Официальный саундтрек                       | Нет | Нет | Да  | Да  | Да  | Нет |
| 2 литографии в защитном конверте            | Нет | Нет | Да  | Да  | Да  | Нет |
| 2 картины                                   | Нет | Нет | Нет | Нет | Да  | Нет |
| Высококачественный артбук                   | Нет | Нет | Да  | Да  | Да  | Нет |
| Пергаментная карта мира                     | Нет | Нет | Нет | Нет | Да  | Нет |
| Пиратский чёрный флаг                       | Нет | Нет | Нет | Нет | Да  | Нет |
| Игровые бонусы                              |     |     |     |     |     |     |
| Дополнительная миссия «Чёрный остров»       | Нет | Нет | Нет | Да  | Да  | Да  |
| Дополнительная миссия «Сокрытая тайна»      | Нет | Нет | Да  | Да  | Да  | Да  |
| Дополнительная миссия «Потерянные секреты»  | Нет | Да  | Да  | Да  | Да  | Да  |
| Набор «Наследие капитана Кенуэя»            | Нет | Да  | Да  | Да  | Да  | Да  |
| Набор «Корабль смерти»                      | Нет | Нет | Нет | Нет | Да  | Да  |
| Пистолет капитана Моргана                   | Нет | Нет | Нет | Нет | Да  | Да  |
| Костюм капитана Моргана                     | Нет | Нет | Нет | Нет | Да  | Да  |

- Во всех версиях игры для PS3 и PS4 доступно 60 минут эксклюзивного геймплея (3 последовательных миссии) за Авелину де Гранпре; также данный контент доступен в издании Deluxe Edition на PC.

## Дополнительный загружаемый контент
- «Авелина» (англ. Aveline) —  дополнение про Авелину, главную героиню Assassin’s Creed III: Liberation. Сюжет дополнения разворачивается спустя несколько лет после событий Liberation. Дополнение было доступно сразу после релиза игры на платформах PlayStation 3 и PlayStation 4, позже появилось на PC.
- «Абонемент» (англ. Season Pass) — традиционный для Steam абонемент, который включает доступ к разнообразному дополнительному контенту и уникальным бонусам:
  - «Корабль смерти» (англ. Death Vessel Pack);
  - «Крестоносец и Флорентиец» (англ. Crusader & Florentine Pack);
  - «Гнев Чёрной Бороды» (англ. Blackbeard’s Wrath);
  - «Крик Свободы» (англ. Freedom Cry);
  - «Прославленные пираты» (англ. Illustrious Pirates Pack);
  - «Гильдия разбойников» (англ. Guild of Rogues);
  - «Корабль кракена» (англ. Kraken Ship Pack) — дополнительная оснастка корабля: штурвал, носовая фигура и паруса кракена (доступно только в Season Pass).
- «Экономия времени: действия» (англ. Time Saver: Activities Pack) — на карте обозначается местоположение всех точек, где можно произвести определённые действия. Данный контент стал доступен одновременно с выходом игры.
- «Экономия времени: коллекционные предметы» (англ. Time Saver: Collectibles Pack) — на карте обозначается местоположение всех коллекционных предметов. Данный контент стал доступен одновременно с выходом игры.
- «Экономия времени: ресурсы» (англ. Time Saver: Resource Pack) — включает дополнительно по 500 единиц металла, дерева, тканей, сахара и рома; объём трюма корабля увеличивается до 2 500 единиц. Данный контент стал доступен одновременно с выходом игры.
- «Экономия времени: технологии» (англ. Time Saver: Technology Pack) — включает все 18 чертежей для разблокировки особых улучшений корабля. Данный контент стал доступен одновременно с выходом игры.
- «Корабль смерти» (англ. Death Vessel Pack) — включает дополнительную оснастку корабля: штурвал, носовую фигуру и паруса «Корабля смерти». Данный контент стал доступен 19 ноября 2013 года.
- «Крестоносец и Флорентиец» (англ. Crusader & Florentine Pack) — 21 ноября 2013 года вышло очередное дополнение. DLC включает:
  - 4 элемента оснастки для корабля: носовые фигуры Эцио и Альтаира и уникальные паруса с их стилистикой;
  - 2 новых оружия для Эдварда: клинки Эцио (наносят больший урон) и Альтаира (обладают большей скоростью).
- «Гнев Чёрной Бороды» (англ. Blackbeard’s Wrath) — 10 декабря 2013 года вышел набор дополнений для многопользовательской игры, включающий:
  - 3 новых персонажа: ацтек-тамплиер Ягуар, пират Чёрная Борода и королева пиратов Орхидея;
  - 4 новых достижений для мультиплеера: «Священная земля», «Месть королевы Анны», «Упреждающий удар» и «Восхождение на казнь».
- «Крик Свободы» (англ. Freedom Cry) — загружаемое дополнение для одиночной игры, добавляющее отдельную сюжетную линию из 9 миссий-«воспоминаний», в центре которой бывший квартирмейстер «Галки» Адевале. Дополнение вышло 17 декабря 2013 года для Xbox One, Xbox 360 и 18 декабря 2013 года для PS3, PS4 и PC. В настоящее время является самостоятельной игрой и не требует установки оригинальной игры.
- «Прославленные пираты» (англ. Illustrious Pirates Pack) — 7 января 2014 года вышло DLC, включающее:
  - 3 дополнительные локации: «Чёрный остров», «Остров Тайны» и «Сакрифисиос», в каждой по три сундука с эксклюзивным контентом:
    - костюмы и оружие для Эдварда,
    - носовые фигуры и паруса для «Галки»;
    - эксклюзивные наряды, портреты, титулы, реликвии и эмблемы для сетевой игры.
- «Гильдия разбойников» (англ. Guild of Rogues) — вышло 11 февраля 2014 года. DLC включает:
  - 3 новых персонажа: хитрый лазутчик Подносчик пороха, ловкий хунган Шаман и тамплиер Русалка;
  - 2 новых карты для многопользовательского режима: Кингстон и Чарльзтаун.

## Флот Кенуэя
В Assassin’s Creed IV Black Flag появилась возможность формировать свой флот из взятых на абордаж кораблей, а затем отсылать их на заработок золота, ресурсов и других наград — таких, как карты чертежей, предметы кастомизации и интерьера Убежища. Это мини-игра, которая доступна либо через карту в каюте капитана и в Убежище, либо через приложение-компаньон.

## Приложение-компаньон
Приложение-компаньон можно скачать на своё мобильное устройство и, не входя в игру с ПК или консоли, получить доступ к следующему игровому контенту:
- Интерактивная карта — является более детальной, чем игровая карта.
- Карты сокровищ — игровые карты сокровищ.
- Отслеживание прогресса — прогресс основных миссий, статус крафтинга и текущий игровой статус.
- Флот Кенуэя — даёт возможность взаимодействовать с игрой в любом месте, где есть Интернет.
- База данных Анимуса — доступ ко всем записям в Базе данных Анимуса.
- Лента новостей — входящие сообщения, упоминания от друзей и задания сообщества.

## Саундтрек
14 октября 2013 г. состоялся выпуск официального саундтрека в игре. Композитор — Брайан Тайлер.
| №   | Название                                    | Длительность |
| --- | ------------------------------------------- | ------------ |
| 1.  | «Assassin's Creed IV Black Flag Main Theme» | 2:13         |
| 2.  | «Pyrates Beware»                            | 3:16         |
| 3.  | «On the Horizon»                            | 3:01         |
| 4.  | «The High Seas»                             | 2:44         |
| 5.  | «The Fortune of Edward Kenway»              | 1:57         |
| 6.  | «In This World or the One Below»            | 2:49         |
| 7.  | «Under the Black Flag»                      | 3:21         |
| 8.  | «The Ends of the Earth»                     | 2:53         |
| 9.  | «Stealing a Brig»                           | 1:52         |
| 10. | «Fare Thee Well»                            | 5:14         |
| 11. | «The Buccaneers»                            | 4:05         |
| 12. | «Marked for Death»                          | 3:21         |
| 13. | «Last Goodbyes»                             | 2:24         |
| 14. | «Take What Is Ours!»                        | 3:15         |
| 15. | «I'll Be with You»                          | 6:04         |
| 16. | «Lay Aboard Lads»                           | 2:24         |
| 17. | «A Pirate's Life»                           | 2:02         |
| 18. | «Men of War»                                | 2:57         |
| 19. | «Order of the Assassin»                     | 3:10         |
| 20. | «In the Midst»                              | 3:05         |
| 21. | «The British Empire»                        | 3:08         |
| 22. | «Batten Down the Hatches»                   | 1:37         |
| 23. | «Modernity»                                 | 2:14         |
| 24. | «A Merry Life and a Short One»              | 1:16         |
| 25. | «Queen Anne's Revenge»                      | 4:42         |
| 26. | «Confrontation»                             | 3:15         |
| 27. | «Prizes Plunder and Adventure»              | 2:12         |
| 28. | «Meet the Sage»                             | 3:36         |
| 29. | «Into the Jungle»                           | 1:46         |
| 30. | «The Spanish Empire»                        | 3:57         |
| 31. | «The Islands of the West Indies»            | 3:06         |
| 32. | «Ships of Legend»                           | 2:02         |
| 33. | «Secrets of the Маya»                       | 3:24         |
| 34. | «Life at Sea»                               | 3:10         |

## Отзывы
| Сводный рейтинг       | Сводный рейтинг                                                        |
| Агрегатор             | Оценка                                                                 |
| --------------------- | ---------------------------------------------------------------------- |
| GameRankings          | (PS3) 87,62 % (X360) 85,74 % (WIIU) 85,00 % (PS4) 85,31 % (PC) 88,00 % |
| Metacritic            | (PS3) 88/100 (X360) 85/100 (PS4) 82/100                                |
| Иноязычные издания    |                                                                        |
| Издание               | Оценка                                                                 |
| GameSpot              | 9/10                                                                   |
| IGN                   | 8,5/10                                                                 |
| Joystiq               | [ 34 ]                                                                 |
| Русскоязычные издания |                                                                        |
| Издание               | Оценка                                                                 |
| 3DNews                | 8/10                                                                   |
| PlayGround.ru         | 8,5/10                                                                 |
| Riot Pixels           | 71/100                                                                 |
| StopGame.ru           | изумительно                                                            |
| «Игромания»           | 7,5/10                                                                 |
| «Игры Mail.ru»        | 8/10                                                                   |
| «Канобу»              | 7/10                                                                   |

Журнал «Игромания» сдержанно оценили игру, сказав, что «четвёртый Assassin’s Creed — устаревший, местами кривобокий и неизобразительный экшен, чьи создатели выжимают последние соки из придуманной шесть лет назад формулы».

## Другие данные
В ноябре 2013 года компания видеоигры Ubisoft профинансировала эксгумацию останков испанского капера Амаро Парго, чтобы восстановить его лицо для его возможного появления в Assassin’s Creed IV: Black Flag. Впервые в истории компания в индустрии видеоигр exhumab оставила исторический персонаж в пионерской кампании, которая привлекла внимание национальных и международных СМИ. Кроме того, эта эксгумация имела важные открытия по физиогномике этого мифического корсара.
Летом 2018 года, благодаря уязвимости в защите Steam Web API, стало известно, что точное количество пользователей сервиса Steam, которые играли в игру хотя бы один раз, составляет 1 616 095 человек.